# Cárdenas (Tabasco)
Cárdenas è una municipalità dello stato di Tabasco, nel Messico meridionale, il cui capoluogo è la città omonima.
La municipalità conta 248.481 abitanti (2010) e ha un'estensione di 2.055,6 km².
La città deve il suo nome a José Eduardo de Cárdenas y Romero, teologo e deputato alle Cortes di Cadice, che fu il fondatore della città.